# Chiloglanis trilobatus
Chiloglanis trilobatus är en fiskart som beskrevs av Seegers, 1996. Chiloglanis trilobatus ingår i släktet Chiloglanis och familjen Mochokidae. IUCN kategoriserar arten globalt som livskraftig. Inga underarter finns listade i Catalogue of Life.